# 大久保 (新宿区)
大久保（おおくぼ）は、東京都新宿区にある町名。現行行政地名は大久保一丁目から大久保三丁目。住居表示実施済みの地域。
隣接する百人町とともに、新大久保と呼ばれる日本最大のコリアン・タウンを形成している。

## 概要

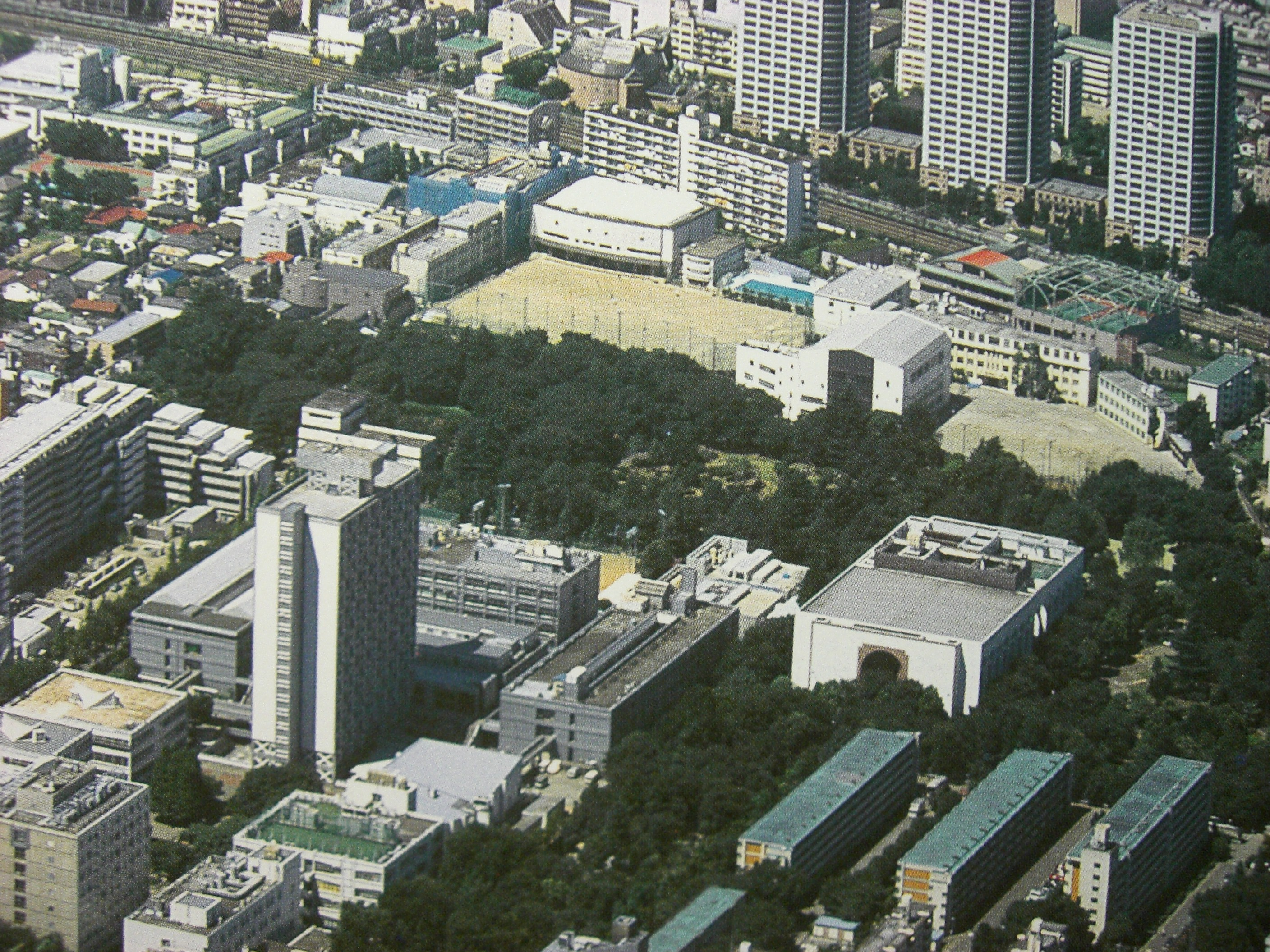
東京都新宿区大久保3丁目

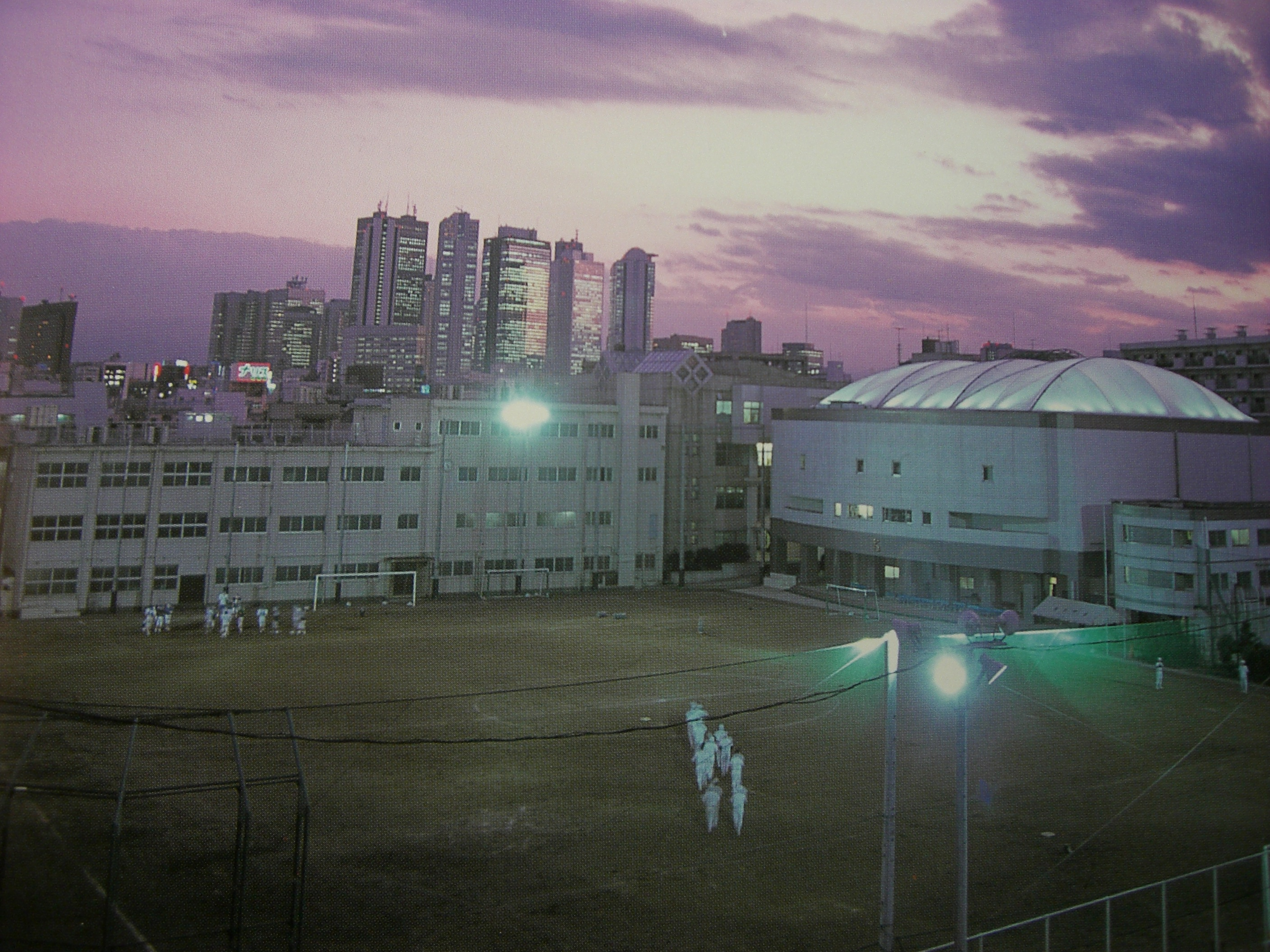
保善高等学校から見た新宿高層ビルと海城学園

北側は高田馬場、東側は戸山、南側は歌舞伎町、西側は百人町と隣接している。最寄駅は山手線の新大久保駅であり、場所によっては西武新宿駅や新宿駅からも徒歩圏内である。
大正時代から終戦までは戸山界隈とともに華族や実業家の邸宅街として知られ、前田利為侯爵や安藤子爵、室町伯爵、北大路男爵などの、それぞれ400～500坪から1000坪ほどの邸宅が立ち並んでいた。大久保やその近辺には小泉八雲、西條八十、吉江孤雁、国木田独歩、水野葉舟、前田晁、前田夕暮といった文学者が住み、クラブに集まり、投扇興という京都風の風雅な遊びを楽しんでいた。
島崎藤村や下村湖人、岩野泡鳴、戸川秋骨、田岡嶺雲、嵯峨の屋おむろ、竹越三叉、松居松葉、草野柴二、服部嘉香、金子薫園といった文人も住民であり、当時の大久保は「樹木に囲まれた閑静な住宅街で、文筆家や芸術家の集まる土地」で「大久保文士村」とも呼ばれた。
そのほか岡田啓介、平沼騏一郎、阿部信行といった歴代総理や、落合豊三郎、東條英教、与倉喜平といった軍人、牧野伸顕、床次竹二郎、警視総監安楽兼道のような官僚も西大久保に住んでいた。それと同時に、市民の文化住宅も並び、庶民的な商店街も混在しており、「山の手に下町が混っていた」「知識階級の子弟もいるけれども、廃品回収業の家の息子もいる」「原っぱもある、住宅街もある、貧民窟もある、それから町工場もある」と大久保小学校出身の加賀乙彦は回想している。
しかし、東京大空襲で街のほぼ全域が罹災。家を失った住民は街を離れた。1950年の朝鮮戦争の際にGIが日本人女性と情交するための場所としてこの一帯を選び、1960年代以降、大久保の住宅の多くは連れ込み宿となった。現在も基本的には住宅街であるが、駅周辺は百人町と合わせて日本最大のコリア・タウンといわれている。ただ実際は韓国のみならず、中華人民共和国やタイ、ミャンマー、インド等のアジア諸国、近年はイスラム系の国々も増え、料理店・雑貨店が立ち並んでいる。近年は日本の名門大学を目指す中国人留学生向けの予備校が相次いで進出している。他には戸山公園、新宿スポーツセンターや新宿コズミックセンター、大久保スポーツプラザなどの運動施設があり、早稲田大学西早稲田キャンパスや海城中学校・高等学校といった私立中高学校、各種専門学校が多く集まる文教地区でもある。
2019年10月1日、東京都は大久保一丁目と二丁目に暴力団排除特別強化地域を設定。
暴力団と飲食店等との間で、みかじめ料のやりとりや便宜供与などが禁止された。違反者は支払った側であっても懲役1年以下または罰金50万円以下の罰則が科される。

### 商店会
- 新宿マンモス通り商栄会　大久保一丁目

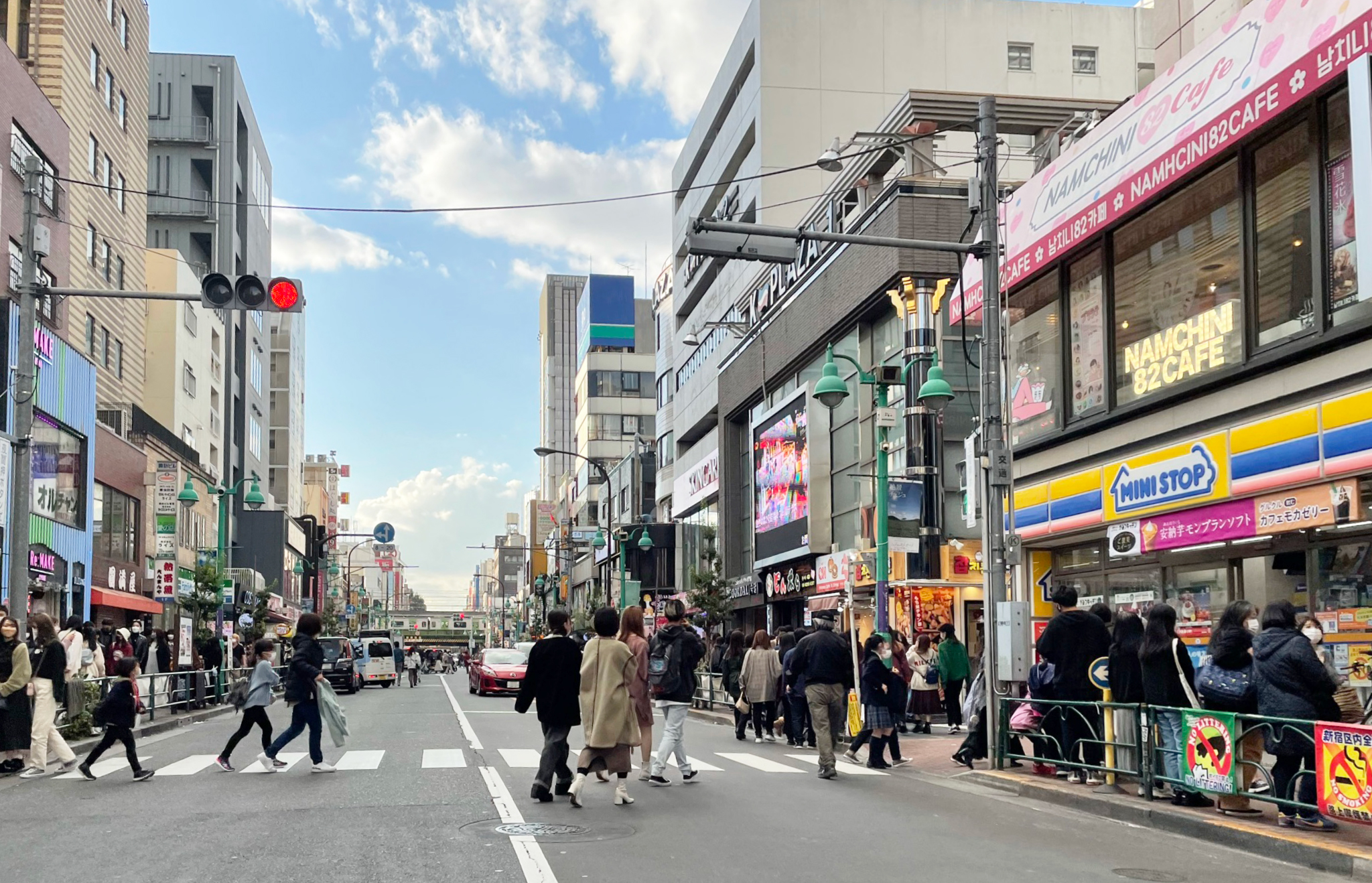
大久保通りのにぎわい

- 「天使のすむまち」新大久保商店街振興組合　大久保一丁目
- 新宿大久保新興会　大久保二丁目
- 明和会　大久保二丁目
- オレンジコートショッピングセンター会　大久保三丁目

2001年に大久保のニューカマー韓国人を中心に在日本韓国人連合会（韓人会）が結成された後、韓国・朝鮮系商店主と地元日本人の商店会である新大久保商店街振興組合・新宿マンモス通り商栄会等との間で会合がもたれるようになり新宿の北隣という立地を生かし、横浜・神戸・長崎などの中華街に倣って観光地として整備し地域活性化を図ろうという案も出ている。

### 地価
住宅地の地価は、2025年（令和7年）1月1日の公示地価によれば、大久保1-14-7の地点で78万6000円/m2となっている。

## 歴史

東京都新宿区大久保の航空写真（2009年4月27日撮影）

旧：豊多摩郡大久保町の内。

### 地名の由来
「大久保」の地名の由来は、かつてはこの地に川が流れて相対的に周りより大きな低地（窪地）であったことから、大久保と呼ばれた。江戸時代までは農村であった。明治時代にはツツジの景勝地として知られ、近郊から多くの人が訪れたという。

### 沿革
- 1889年（明治22年）5月1日 - 市制・町村制施行により、南豊島郡大久保百人町・東大久保村・西大久保村が合併し大久保村が発足。
- 1896年（明治29年）4月1日 - 郡制施行に伴い南豊島郡が東多摩郡と統合され豊多摩郡に変更。
- 1912年（大正元年）12月1日 - 町制施行により、豊多摩郡大久保町となる。
- 1932年（昭和7年）10月1日 - 東京市に編入され、東京市淀橋区に所属。
- 1947年（昭和22年）3月15日 - 淀橋区が四谷区・牛込区と合併し、新宿区が発足する。
- 1952年（昭和27年）3月25日 - 西武鉄道高田馬場駅 - 西武新宿駅間が開業。大久保に西武新宿線も通ることになったが駅の開設はなかった。（ただし、「西武大久保駅」を開設する予定はあった。）
- 1963年（昭和38年）9月 - 早稲田大学大久保キャンパス（理工学部）開設（現在の西早稲田キャンパス）
- 1978年（昭和53年）7月1日 - 大久保地区に住居表示が実施され、西大久保二丁目から四丁目が大久保一～三丁目として再編された（西大久保一丁目は歌舞伎町へ、東大久保は新宿へ編入された。）。

### 住居表示実施前後の地名の対応
| 実施後       | 実施年月日               | 実施前（注意書きのないものはその一部）     |
| ------------ | ------------------------ | ------------------------------------------ |
| 大久保一丁目 | 1978年（昭和53年）7月1日 | 西大久保二丁目                             |
| 大久保二丁目 | 1978年（昭和53年）7月1日 | 西大久保三丁目（全部）、西大久保四丁目     |
| 大久保三丁目 | 1978年（昭和53年）7月1日 | 西大久保四丁目、百人町四丁目、戸塚町三丁目 |

## 世帯数と人口
2025年（令和7年）3月1日現在（新宿区発表）の世帯数と人口は以下の通りである。
| 丁目         | 世帯数     | 人口     |
| ------------ | ---------- | -------- |
| 大久保一丁目 | 2,926世帯  | 3,700人  |
| 大久保二丁目 | 5,549世帯  | 7,701人  |
| 大久保三丁目 | 2,532世帯  | 4,862人  |
| 計           | 11,007世帯 | 16,263人 |

### 人口の変遷
国勢調査による人口の推移。
| 年                 | 人口   |
| ------------------ | ------ |
| 1995年（平成7年）  | 14,437 |
| 2000年（平成12年） | 14,820 |
| 2005年（平成17年） | 15,288 |
| 2010年（平成22年） | 15,311 |
| 2015年（平成27年） | 16,925 |
| 2020年（令和2年）  | 15,997 |

### 世帯数の変遷
国勢調査による世帯数の推移。
| 年                 | 世帯数 |
| ------------------ | ------ |
| 1995年（平成7年）  | 7,187  |
| 2000年（平成12年） | 8,064  |
| 2005年（平成17年） | 8,519  |
| 2010年（平成22年） | 8,755  |
| 2015年（平成27年） | 10,928 |
| 2020年（令和2年）  | 10,492 |

## 学区
区立小・中学校に通う場合、学区は以下の通りとなる（2018年8月時点）。
| 丁目         | 番地                         | 小学校               | 中学校                 |
| ------------ | ---------------------------- | -------------------- | ---------------------- |
| 大久保一丁目 | 16～17番                     | 新宿区立戸山小学校   | 新宿区立新宿中学校     |
| 大久保一丁目 | 1〜15番                      | 新宿区立大久保小学校 | 新宿区立新宿中学校     |
| 大久保二丁目 | 4～25番                      | 新宿区立大久保小学校 | 新宿区立西早稲田中学校 |
| 大久保二丁目 | 1～2番 3番1～8号 3番14～19号 | 新宿区立東戸山小学校 | 新宿区立西早稲田中学校 |
| 大久保二丁目 | 3番9～13号 26～33番          | 新宿区立戸山小学校   | 新宿区立西早稲田中学校 |
| 大久保三丁目 | 全域                         | 新宿区立戸山小学校   | 新宿区立西早稲田中学校 |

## 交通
町域内に鉄道駅はないが新大久保駅、東新宿駅、大久保駅、高田馬場駅、西早稲田駅および西武新宿駅が利用可能な範囲にある。幹線道路沿いにバス便も多く、これを利用する者もいる。

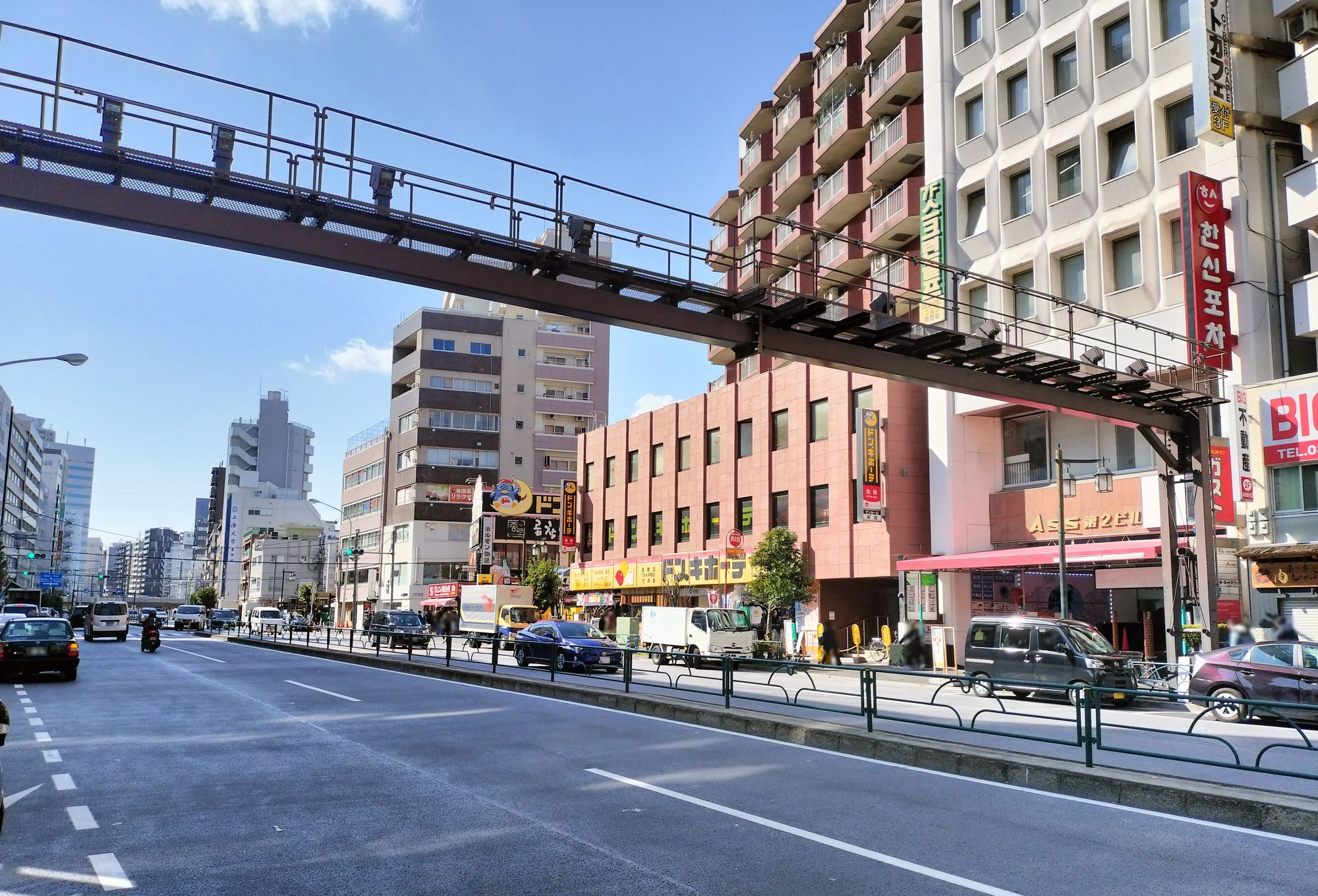
職安通り

## 事業所
2021年（令和3年）現在の経済センサス調査による事業所数と従業員数は以下の通りである。
| 丁目         | 事業所数  | 従業員数 |
| ------------ | --------- | -------- |
| 大久保一丁目 | 360事業所 | 5,166人  |
| 大久保二丁目 | 460事業所 | 6,387人  |
| 大久保三丁目 | 127事業所 | 6,984人  |
| 計           | 947事業所 | 18,537人 |

### 事業者数の変遷
経済センサスによる事業所数の推移。
| 年                 | 事業者数 |
| ------------------ | -------- |
| 2016年（平成28年） | 871      |
| 2021年（令和3年）  | 947      |

### 従業員数の変遷
経済センサスによる従業員数の推移。
| 年                 | 従業員数 |
| ------------------ | -------- |
| 2016年（平成28年） | 11,494   |
| 2021年（令和3年）  | 18,537   |

## 施設

### 官公庁
- 新宿スポーツセンター
- 新宿コズミックセンター
- 新宿区立中央図書館 - 東日本大震災を受けた新宿区緊急震災対策により、新中央図書館の建設予定地である旧戸山中学校を仮施設として移転[30]
- 新宿区立大久保図書館

### オフィス
- 新宿ガーデン
  - 住友不動産新宿ガーデンタワー
  - ベルサール高田馬場

### 教育機関

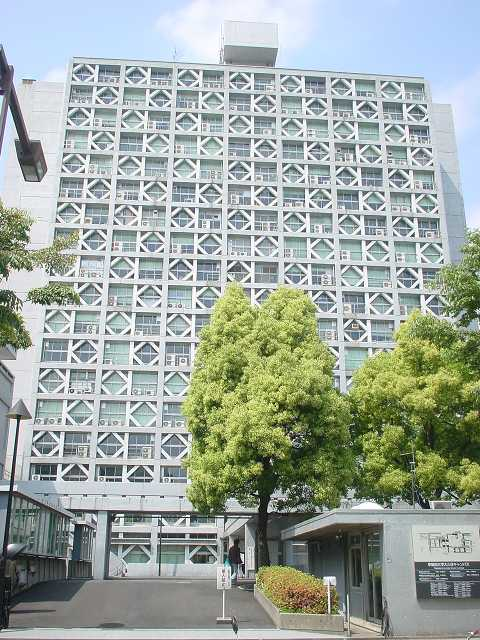
早稲田大学西早稲田キャンパス

- 早稲田大学西早稲田キャンパス
  - 早稲田大学理工学術院
- 海城中学校・高等学校
- 保善高等学校
- 新宿区立西早稲田中学校
- ヘレン・ケラー学院

### 公園
- 戸山公園 - 敷地の一部に当たる。「東京都緑の図書室」も併設されている。
- 小泉八雲記念公園 - 胸像や記念プレートなどがある。1993年に開園。[31]

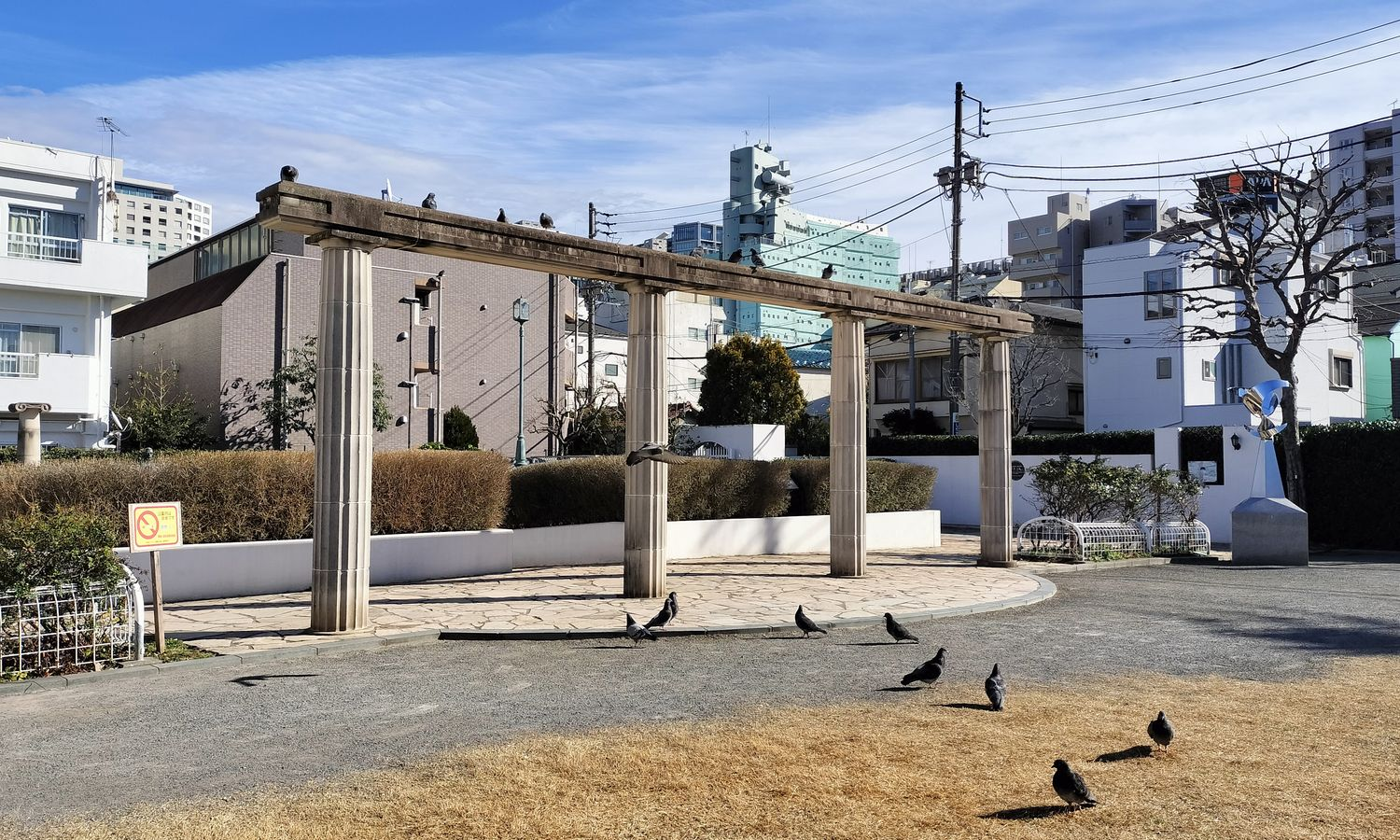
小泉八雲記念公園

### 宗教施設

#### 寺社
- 全龍寺（一丁目）
- 夫婦木神社（二丁目）

#### 教会
- 東京中央教会

### 現存しない施設
- 社会保険中央総合病院 - かつては二丁目12番（現在の新宿年金事務所の所在地）にあったが百人町に移転したため、現在は一定規模以上の総合病院はない。
- なまず家 魚福 - 東京で唯一のナマズ料理専門店。2008年閉店。

## 大久保出身の有名人
- 入江陽（ミュージシャン）
- 遠藤一星（プロ野球選手）

## 大久保を舞台とした作品
- プーサン（1953年、東宝）  - 主人公の勤務先が大久保。
- 黒い画集（1960年、東宝） - 当時の新大久保駅界隈の様相が窺える。
- ウルトラマンレオ（第1・2話のみ）
- あなたを忘れない（新大久保・日韓合同作品映画）

## その他

### 日本郵便
- 郵便番号 : 169-0072[3]（集配局 : 新宿北郵便局[32]）。